# Shinkansen
Shinkansen (新幹線 (Tân cán tuyến)) là một hệ thống đường sắt cao tốc ở Nhật Bản do 5 tập đoàn đường sắt của Nhật Bản điều hành. Kể từ khi đoạn đường sắt cao tốc đầu tiên mang tên Tōkaidō Shinkansen (Đông Hải Đạo Tân Cán Tuyến) khánh thành năm 1964  có thể chạy với tốc độ 210 km/h (130 dặm/h), mạng lưới đường sắt này (dài 2.459 km hay 1.528 dặm) được phát triển dần, nối liền các thành phố lớn của Nhật Bản trên các đảo Honshu và Kyūshū. Tốc độ tối đa sau này tăng lên đến 300 km/h (186 dặm/h) mặc dù hoạt động trong một môi trường thường hay bị động đất và bão lớn. Theo định nghĩa của Bộ luật xây dựng hệ thống Shinkansen (全国新幹線鉄道整備法) thì trên những tuyến đường sắt này, tàu có thể chạy với tốc độ trên 200 km/h.

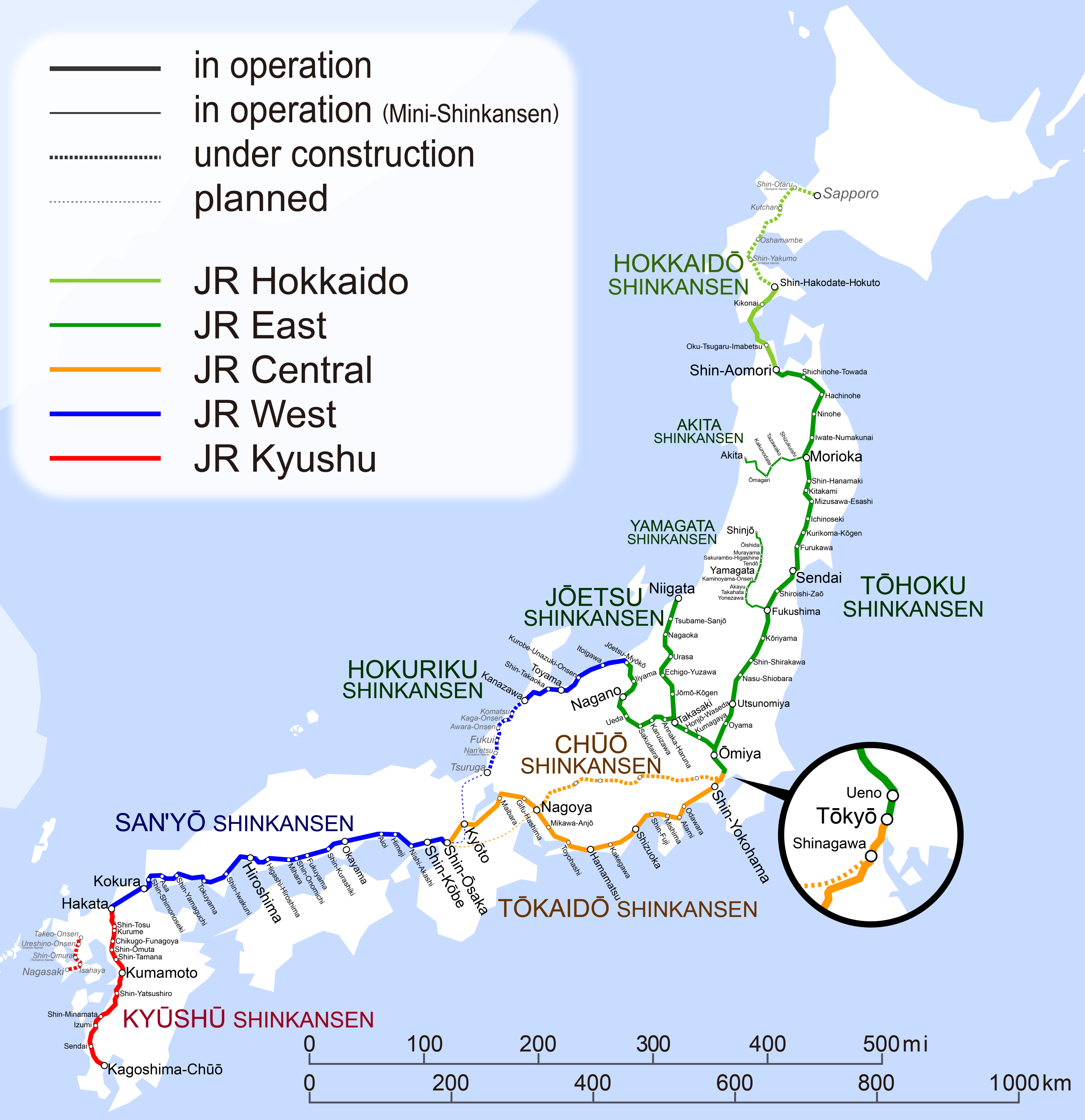
Hệ thống Shinkansen Nhật Bản 2017: Đường tô đậm: đang hoạt động;
Đường tô nhạt: Shinkansen loại nhỏ;
Đường tô đậm đứt quãng: đang thi công;
Tô nhạt đứt quãng: trong kế hoạch

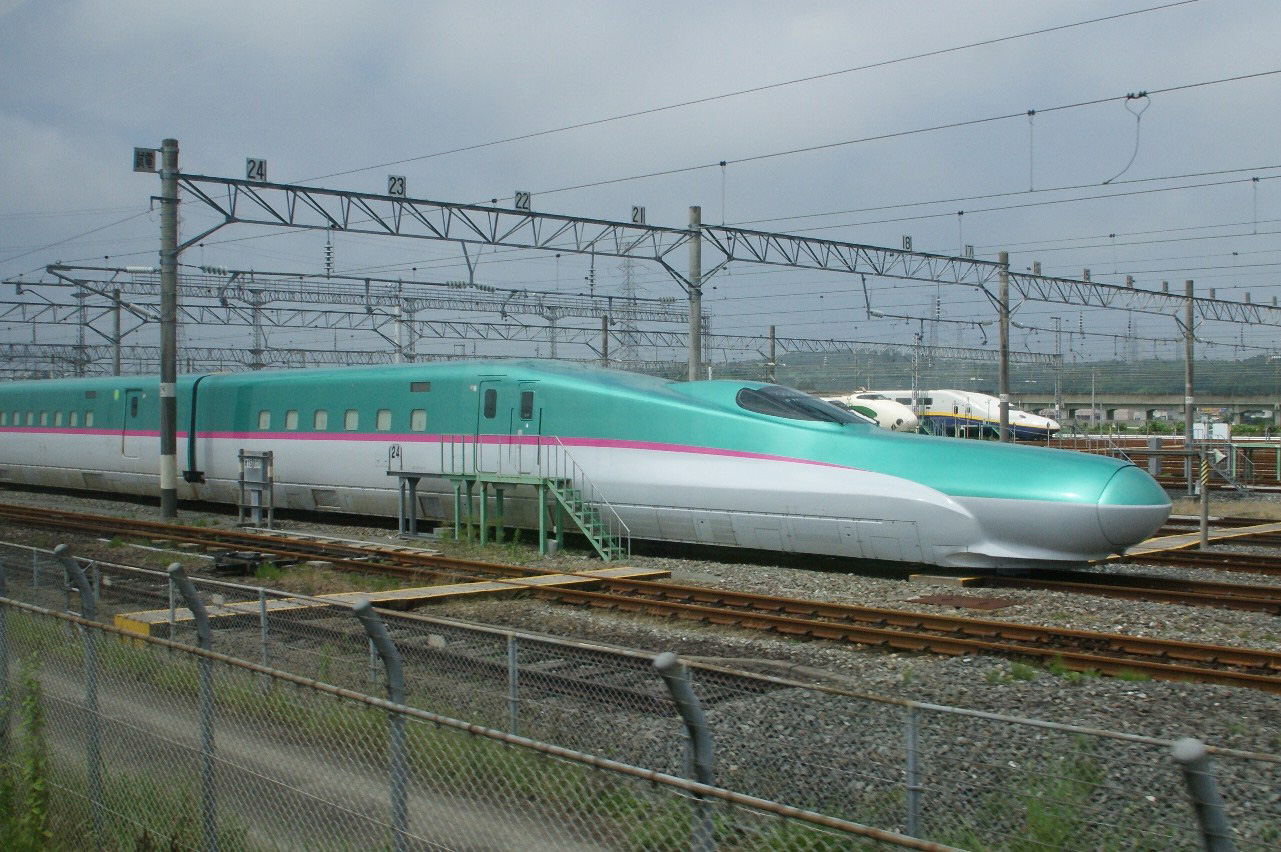
Shinkansen E5

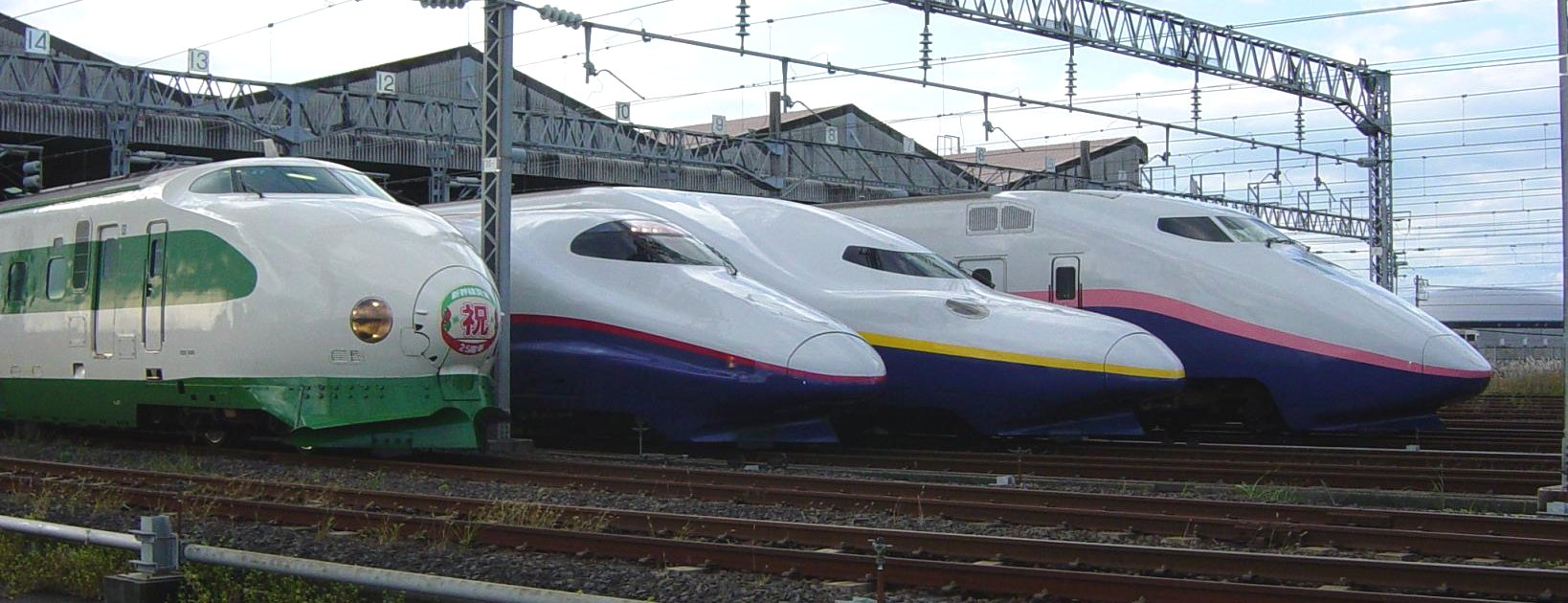
Shinkansen 200 ~ E4

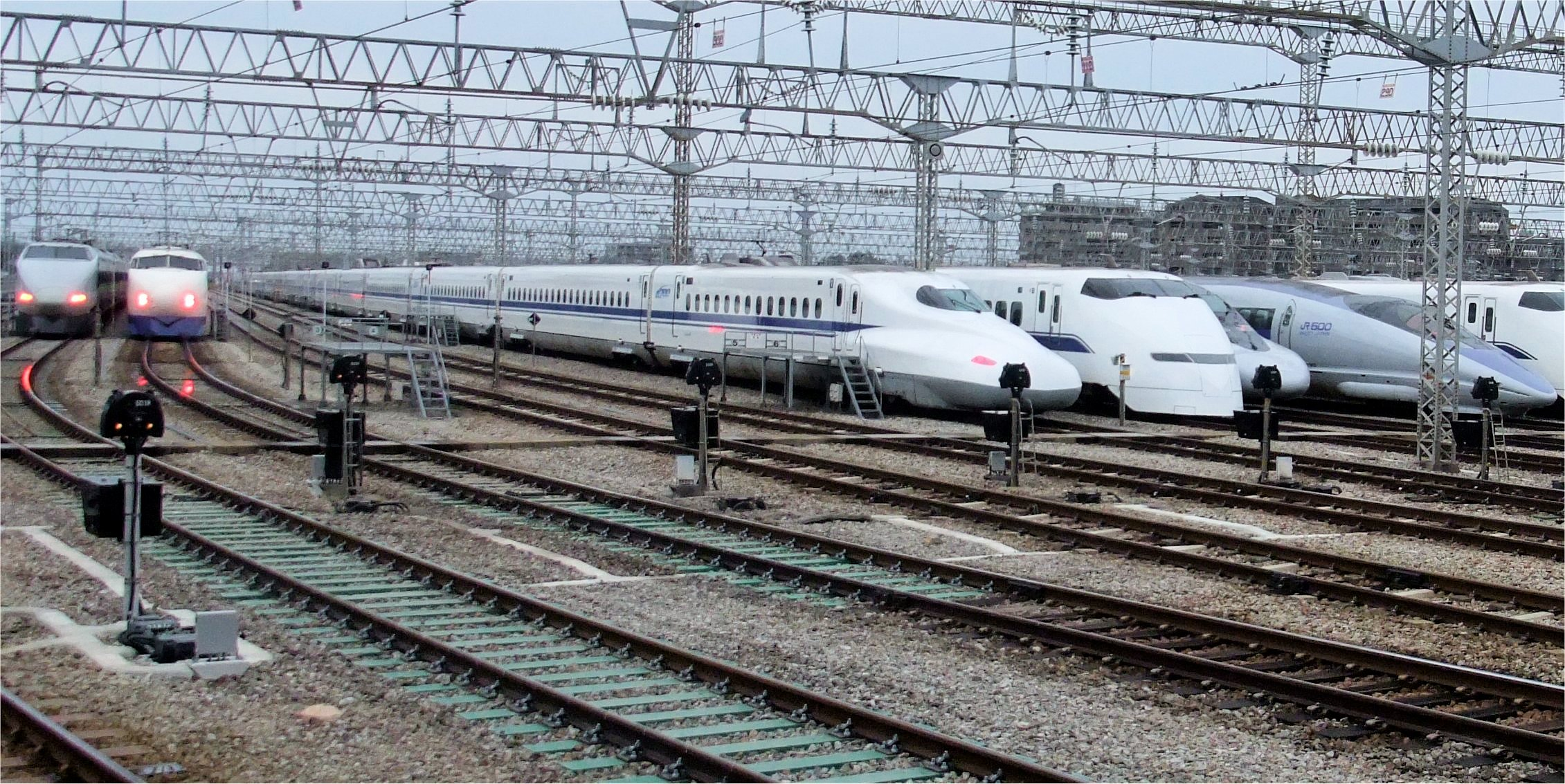
Shinkansen 0 ~ N700

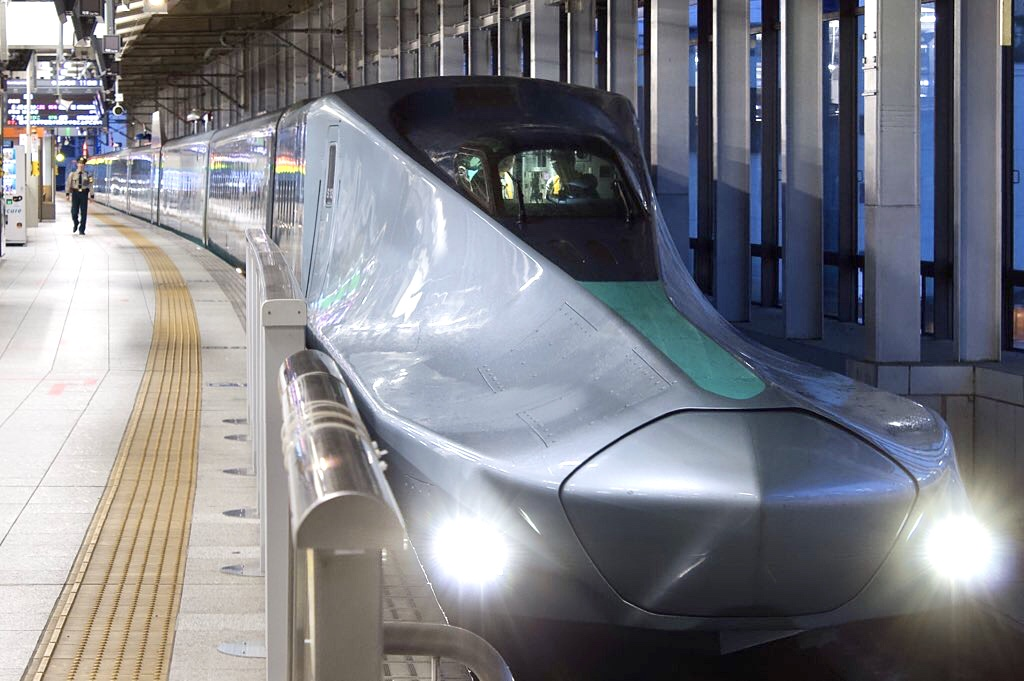
Loại Shinkanse E956

Hiện nay những chuyến tàu thương mại Shinkansen E5 có thể đạt tốc độ 320 km/h như đoạn đường giữa các thành phố Utsunomiya và Morioka trên tuyến Tohoku Shinkansen . Tốc độ thử nghiệm đạt 443 km/h (275 dặm/h) cho loại tàu thường vào năm 1996. Còn đối với tàu maglev thì là 581 km/h (361 dặm/h), phá Kỷ lục thế giới vào năm 2003. Hiện tại công ty JR Central đang chuẩn bị khởi công tuyến Chūō Shinkansen nối Tokyo và Nagoya (286 km) với công nghệ đệm từ; tuyến này dự định hoàn thành vào năm 2027 nhằm rút ngắn thời gian đi lại giữa 2 thành phố xuống còn 40 phút.

## Tên gọi và các đặc điểm nổi bật
Shinkansen tức "Tân cán tuyến" (có nghĩa là "đường huyết mạch mới") nhằm phân biệt với đường sắt khổ hẹp (1.067mm) bấy lâu dùng ở Nhật. Những tuyến đường sắt cao tốc này chạy song song với hệ thống đường sắt cũ nhưng biệt lập, không trùng nhau ở đoạn nào cả. Đây cũng là một đặc điểm nổi bật của Shinkansen khác biệt so với các hệ thống đường sắt cao tốc của Pháp (TGV) và Đức (ICE). Dựa trên nguyên tắc này, shinkansen không bị đường sắt khác cắt ngang, giảm thiểu nguy cơ tai nạn. Hơn nữa vì có đường riêng nên tàu Shinkansen và toa xe thiết kế khá nhẹ để có thể tận dụng vận tốc tối đa nhưng ngược lại dễ bị hư hại nếu va chạm (crashworthiness).

## Nguyên nhân dẫn đến sự ra đời của Shinkansen
Nhật Bản là quốc gia đầu tiên xây dựng đường sắt riêng biệt cho tàu cao tốc. Do địa hình đồi núi, tuyến hiện tại bao gồm các tuyến có khổ hẹp (1.067mm), nhìn chung theo tuyến gián tiếp và không thể sửa lại cho phù hợp với tốc độ cao. Kết quả là Nhật Bản đã có nhu cầu lớn cho các tuyến cao tốc nhiều hơn các quốc gia đã có khổ đường sắt tiêu chuẩn hay khổ rộng hiện hữu có tiềm năng nâng cấp.

## Các tuyến Shinkansen
| Tuyến                  | Ga đầu      | Ga cuối              | Chiều dài | Chiều dài | Công ty vận hành   | Khai trương | Số lượng hành khách |
| Tuyến                  | Ga đầu      | Ga cuối              | km        | mi        | Công ty vận hành   | Khai trương | Số lượng hành khách |
| ---------------------- | ----------- | -------------------- | --------- | --------- | ------------------ | ----------- | ------------------- |
| Tōkaidō (Đông Hải Đạo) | Tokyo       | Shin-Osaka           | 515,4     | 320,3     | JR Central         | 1964        | 143,015,000         |
| Sanyō (Sơn Dương)      | Shin-Osaka  | Hakata               | 553,7     | 344,1     | JR West            | 1972–1975   | 64,355,000          |
| Tōhoku (Đông Bắc)      | Tokyo       | Shin-Aomori          | 674,9     | 419,4     | JR East            | 1982–2010   | 76,177,000          |
| Jōetsu (Thượng Việt)   | Omiya       | Niigata              | 269,5     | 167,5     | JR East            | 1982        | 34,831,000          |
| Hokuriku (Bắc Lục)     | Takasaki    | Kanazawa             | 345,4     | 214,6     | JR East và JR West | 1997–2015   | 9,420,000           |
| Kyushu (Cửu Châu)      | Hakata      | Kagoshima-Chūō       | 256,8     | 159,6     | JR Kyushu          | 2004–2011   | 12,143,000          |
| Hokkaido (Bắc Hải Đạo) | Shin-Aomori | Shin-Hakodate-Hokuto | 148,9     | 92,5      | JR Hokkaido        | 2016        |                     |

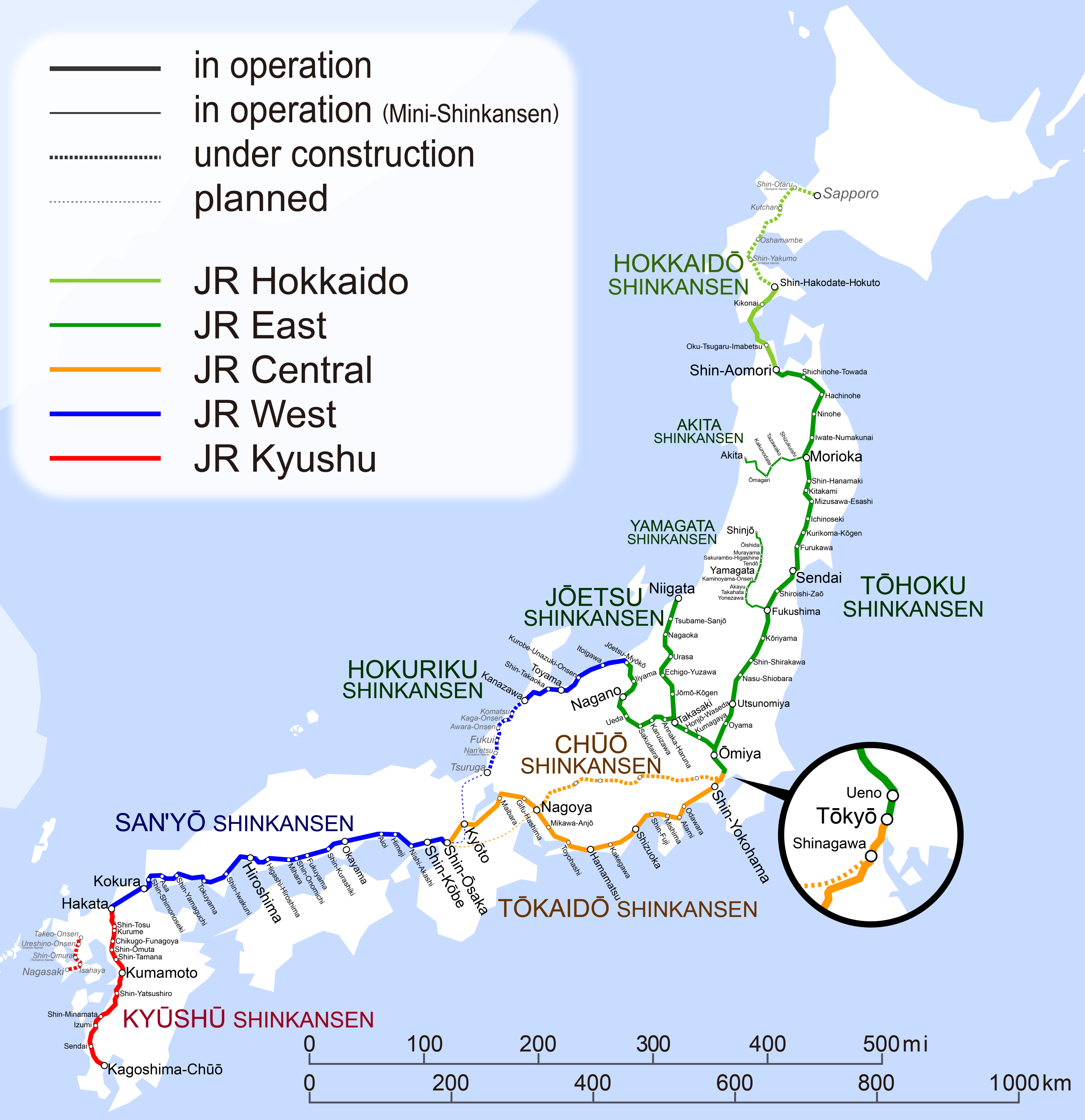
Các tuyến Shinkansen

Trên thực tế, ba tuyến Tokaido, Sanyo and Kyushu được nối liền từ Tokyo xuống phía tây nam. Một số tàu chạy liền mạch hai tuyến Tokaido-Sanyo và Sanyo-Kyushu. Tuy nhiên, ba tuyến này được vận hành bởi ba công ty khác nhau.
Tuy đều khởi hành từ ga Tokyo, hai tuyến Tokaido và Tohoku không được nối liền.
Hai tuyến mini-shinkansen của tuyến chính Tohoku cũng được xây lắp bằng việc thay đổi đường ray của tuyến tàu chậm cũ:
- Yamagata (Sơn Hình) từ Fukushima đến Shinjō
- Akita (Thu Điền) từ Morioka đến Akita

### Các tuyến trong tương lai

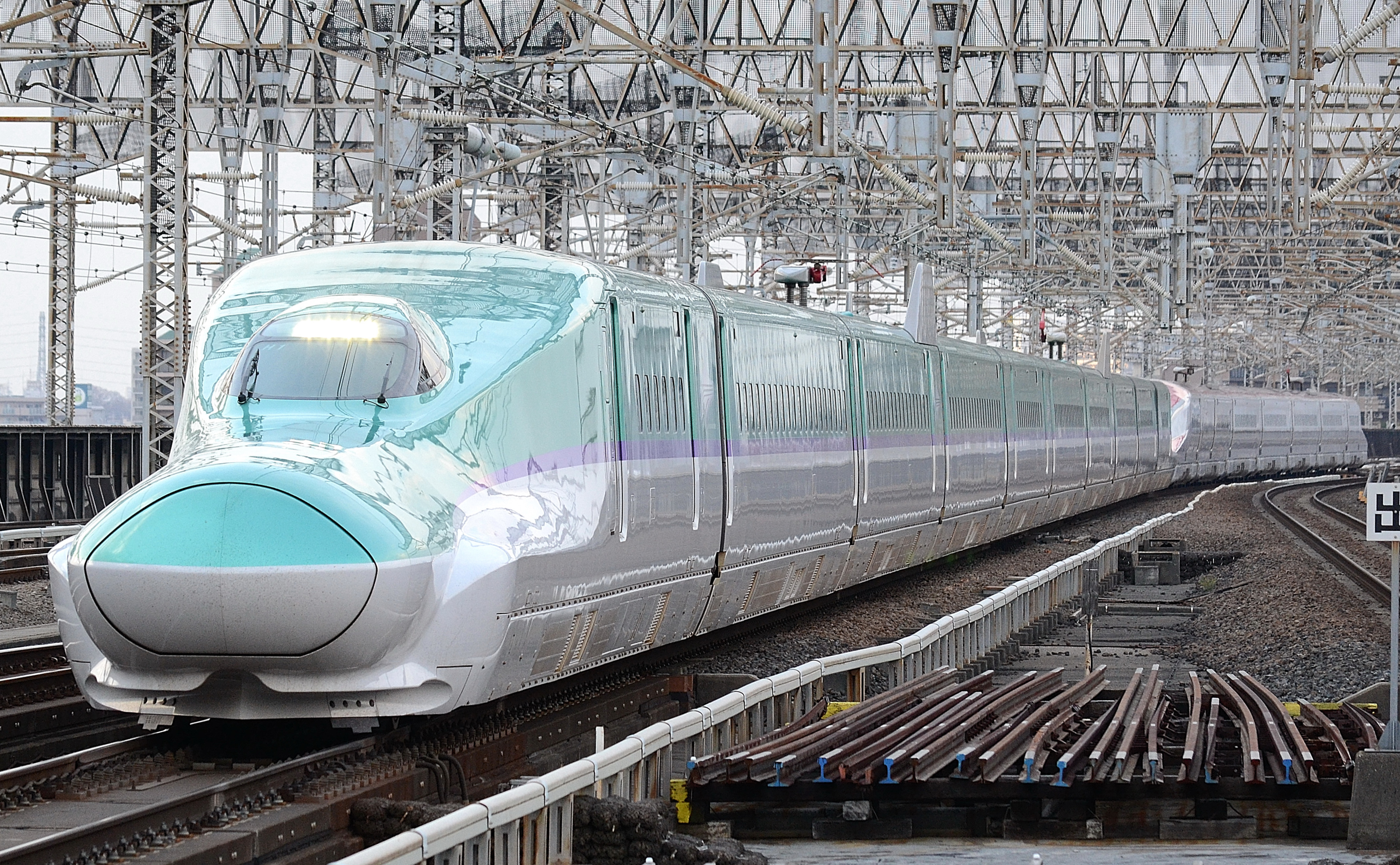
Hokuriku Shinkansen serie H5

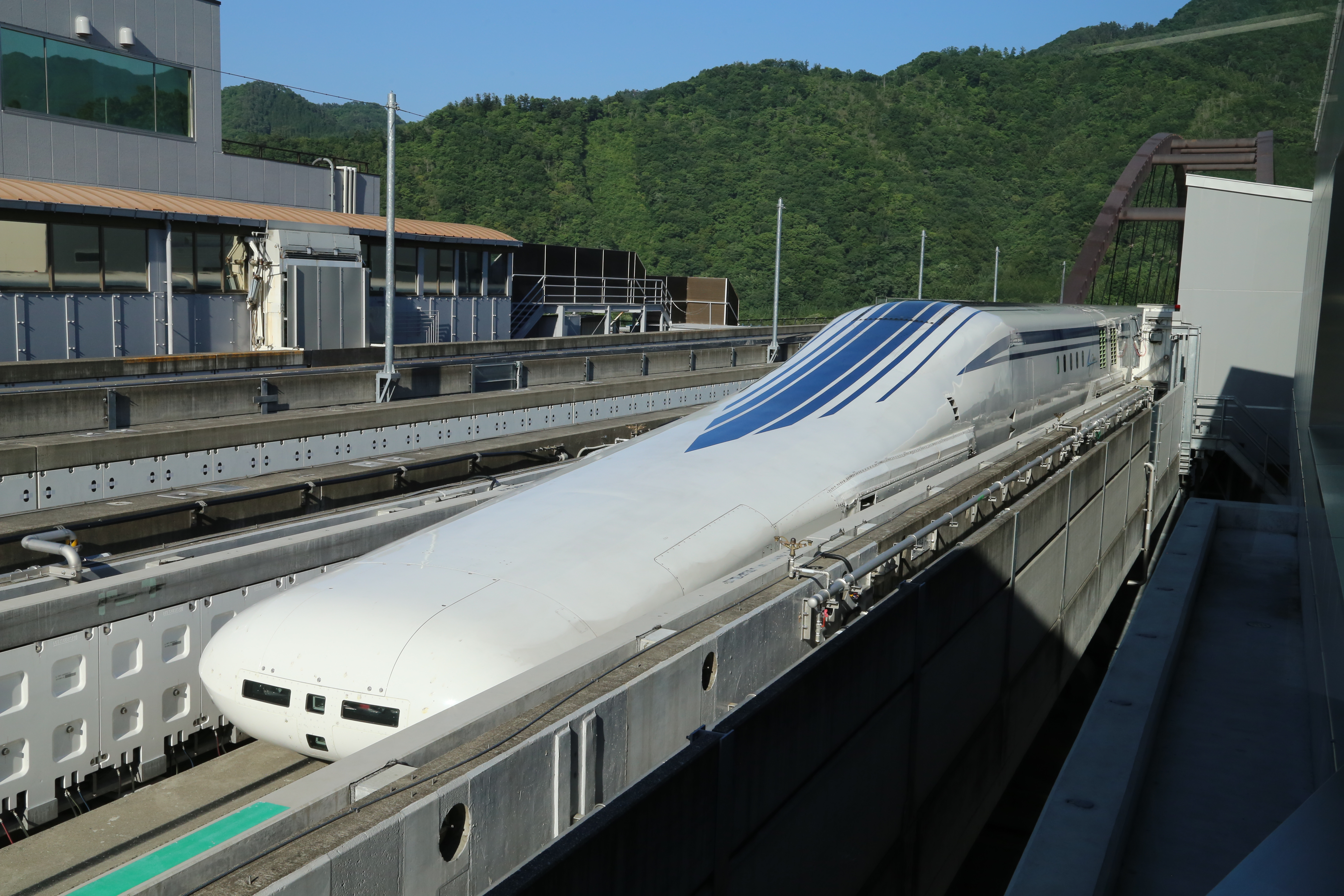
Tàu đệm từ Chūō Shinkansen, L0 Series

Các tuyến đang được xây dưng bao gồm:
- Hokuriku (Bắc Lục) kéo dài từ Kanazawa tới Tsuruga, dự định khai trương năm 2023. Sau đó đoạn kéo dài tiếp theo tới Osaka đã dược hoạch định và sẽ đi qua thành phố Obama và Kyoto. Đoạn đường cuối dự định sẽ hoàn thành vào năm 2030, sau 15 năm xây dựng.
- Nagasaki (Trường Kỳ) dự định sẽ là mini-shinkansen của tuyến Kyushu. Hiện tại chỉ có đoạn từ Nagasaki đến Takeo-Onsen đã được triển khai.
- Hokkaido (Bắc Hải Đạo) đoạn từ Shin-Hakodate-Hokuto tới Sapporo đang dược xây dựng và dự kiến khánh thành năm 2031.
- Chuo (Trung ương) (L0 Series) từ Tokyo qua Nagoya tới Osaka (tương tự như tuyến Tokaido nhưng đi trong khu vực núi thay vì ven biển) đang được hoạch định dùng công nghệ siêu tốc tàu đệm từ maglev. JR Central bắt đầu xây dựng năm 2014, dự kiến hoàn thành đoạn Tokyo-Nagoya năm 2027 và đoạn Nagoya-Osaka năm 2045. Vì tuyến này dự định đi qua cố đô Nara thay vì cố đô Kyoto, chính quyền địa phương Kyoto đã lên tiếng phản đối và yêu cầu chính phủ xem xét lại quy hoạch vào tháng 2 năm 2012. Thống đốc tỉnh Nara Shogo Arai đã nói sự phản đối của Kyoto là nực cười và cam đoan rằng chính quyền trung ương vẫn sẽ giữ tuyến Chuo đi qua Nara.[5].